# Кызылобинский сельский округ
Кызылобинский сельский округ — административно-территориальное образование в Жангалинском районе Западно-Казахстанской области.

## Административное устройство
1. село Кызылоба
2. село Айтпай
3. село Торткулак